# کابانیاس
کاباناس (به اسپانیایی: Cabañas) یک دهستان اسپانیا است که در O Eume واقع شده‌است.

## خصوصیات
کاباناس ۳۰٫۳۲ کیلومترمربع مساحت و ۳٬۳۳۶ نفر جمعیت دارد.